# Station Wąbrzeźno Miasto
Station Wąbrzeźno Miasto is een spoorwegstation in de Poolse plaats Wąbrzeźno.